# La casa degli angeli
La casa degli angeli (Angel Puss) è un romanzo di Colleen McCullough, pubblicato in Australia nel 2004. Tradotto in 10 lingue, in Italia è uscito nel 2005, nella traduzione di Roberta Zuppet.

## Ambientazione
Il romanzo si svolge dal 1º gennaio 1960 al 3 giugno 1961 a Sydney. Sono nominati molti luoghi (specialmente ospedali), ma l'azione centrale si situa in una casa della zona di Kings Cross, allora ritenuto un quartiere malfamato.

## Personaggi
- Harriet Purcell - 21 anni, tecnico di radiologia; moderna e pronta a vedere le incongruenze e le ipocrisie del mondo circostante, si affeziona alla piccola Flo, dopo che ha lasciato la famiglia ed è andata a vivere nella "casa";
- Famiglia di Harriet - papà (quasi 80 anni), mamma, nonna materna, due fratelli molto più anziani di nome Peter e Gavin, detti fratelloni, Willie (un pappagallo alcoolizzato);
- Signora delvecchio Schwartz - proprietaria del 17c e di altri quattro stabili in Victoria Street, a Kings Cross a Sydney: veggente e dedita a molte stranezze;
- Flo - 4 anni, figlia della signora Delvecchio Schwartz, non parla e scarabocchia sui muri con pastelli di qualità;
- Inquilini della "Casa"
  - Harold - amante della proprietaria;
  - Jim & Bob - coppia di lesbiche;
  - Toby - pittore;
  - Klaus - cuoco;
  - Pappy - radiologa, poi aspirante infermiera;
- Marceline - gatta di Harriet;

## Trama
Harriet Purcell è appena stata assunta come tecnico di radiologia in un ospedale di Sydney e medita di andare a vivere in una stanza in affitto, perché la sua casa è troppo affollata e lei, pur avendo 21 anni, deve ancora dividere la camera con la nonna. Un'amica e collega la convince a scegliere la casa dove lei stessa vive, nel quartiere di Kings Cross. La famiglia di Harriet non si oppone, anche se il quartiere è considerato malfamato. L'unico a fare qualche storia è David, una specie di fidanzato di Harriet; così lei, che ne ha abbastanza di lui, se lo toglie di torno senza ulteriori indugi.
La stanza di Harriet si trova al 17/C di Victoria Street e lo stabile appartiene alla signora Delvecchio Schwartz, una donna imponente che legge il futuro e ha una bimba di 4 anni, Flo, ancora nutrita al seno. Vari inquilini vivono nella casa e Harriet si sente molto a proprio agio. Anche l'idea che la residenza sia malfamata è ridicola, sebbene gli altri stabili del n. 17 siano in realtà dei tranquilli e confortevoli bordelli. Soprattutto Harriet si affeziona alla piccola Flo e la tiene con sé la domenica, quando la madre si incontra con un suo amante, tale Harold.
Il tempo passa e Harold arriva pian piano a terrorizzare Harriet, che però non ha prove di qualche azione esplicita dell'ometto. La giovane fa le prime esperienze sessuali, mentre la sua amica Pappy e gli altri abitanti di esperienza ne hanno e ognuno vive contento rispettando gli altri. Un giorno, harriet raccoglie l'appello di un vecchietto che ha accolto al pronto soccorso e che le chiede di pensare alla sua Marceline. Harriet lo prende in parola, va nella dimora del vecchietto e le indicano una gatta, Marceline appunto. Allora la prende con sé e la porta nella sua stanza.
Un giorno, un medico con cui Harriet ha avuto una relazione, fa sapere che Flo è ricoverata al reparto psichiatrico dell'ospedale dove lavorano entrambi. La ragazza non pone tempo in mezzo e si precipita da Flo: la bimba le fa un mare di feste tra lo sbalordimento del personale e Harriet viene a sapere che, per fuggire, Flo si era lanciata attraverso una vetrata e quindi è tuttora piena di ferite e devono tenerla legata. Poi arrivano gli altri abitanti della casa e le visite continuano. Ma il tempo stringe e i documenti di Flo e di sua madre sono ormai una causa disperata, finché un giorno Harriet li trova sotto il sostegno della sfera di cristallo della veggente e... sorpresa: il nome completo della donna morta era: Harriet Purcell Delvecchio Schwartz!
Nel testamento Harriet è nominata tutrice di Flo che è l'unica figlia ed erede di ogni bene della madre. Come in una favola, Harriet si riporta a casa la piccola e con lei comincia a fare la veggente. E la notte, la gatta Marceline si acciambella sul lettone di Flo, dandole calore e sicurezza: gli angioletti di Harriet. Da parte sua, Harriet ha capito che la defunta signora Scwartz era una sorella minore del padre, altrimenti non si spiegherebbe l'impulso a sentire per Flo un legame di sangue. Quanto a Flo, ha un dono telepatico che le permette di suggerire attraverso disegni sul muro le "previsioni" per la sua seconda madre, come già era stato per la prima.
Forse Dio, pensa Harriet, stanco dell'umanità così com'è, ha ideato un nuovo tipo, muto e telepate, contro ogni ipocrisia.
Si giunge al 31 dicembre 1960 e la signora Delvecchio Schwartz fa una grande festa con tutti gli inquilini, vari vicini (anche gli agenti della Buoncostume che sono di casa al 17/c). Ma il giorno dopo, Harriet si ritrova Flo nel letto con gli abiti intrisi di sangue. Viene scoperto un orribile finale della festa: Harold ha ucciso la Delvecchio e si è tolto la vita in modo raccapricciante. Tutti gli inquilini, solidali, si mettono all'opera per cercare soldi e documenti e trovano moltissimo denaro e gli atti di proprietà dei cinque stabili del numero 17. La signora Delvecchio Schwartz era molto ricca, ma non fidandosi di nessuno, ha nascosto i suoi beni e ora tutti vogliono che sia Harriet a tenere la "roba", visto che la defunta aveva un debole per lei.
L'arrivo della polizia mette in luce il grave problema di Flo, che quel giorno compie 5 anni, ma non ha mai parlato e appare alle autorità come una bimba subnormale. Viene disposto il ricovero della piccola, in attesa di chiarire se sia veramente figlia di sua madre (niente documenti o testimoni) e a chi spetti il patrimonio della misteriosa signora Schwartz. È così che Harriet si lancia in una battaglia legale per l'affido della piccina, il suo angioletto. Lei per prima non capisce da dove le venga questo imperativo: Flo non è sua parente. Ma Harriet è certa che i servizi sociali rinchiuderanno la piccola a vita, ed infatti la fanno sparire e non dànno indicazioni per andarla a trovare.

## Edizioni in italiano
- C. McCullough, La casa degli angeli, trad. di Roberta Zuppet, ed. Rizzoli, Milano 2005;
- C. McCullough, La casa degli angeli, trad. di Roberta Zuppet, ed. Mondolibri, Milano 2005;
- Colleen McCullough, La casa degli angeli, traduzione di Roberta Zuppet, BUR Narrativa, Rizzoli, 7 giugno 2006,  p. 294, ISBN 9788817011488.